# Jens Peter Knudsen Hjerting
Jens Peter Knudsen Hjerting (n. 24 de octubre de 1917 (107 años) es un botánico danés.
Desarrolló su actividad científica y académica en la Facultad de Ciencias Naturales y Jardín botánico de la Universidad København.
Es un destacado especialista en solanáceas, con énfasis en Solanum de Sudamérica,habiendo realizado varias expediciones científicas, algunas con su colega John Gregory Hawkes.

## Algunas publicaciones
- Hansen, H.V., Hjerting J.P. 2003. Hybridization within Dahlia Asteraceae-Coreopsideae): A synopsis based on data from 20 species. En: Index Seminum, Hortus Universitatis Hauniensis, Anno 2002, part II s. 1-21. Botanisk Have, København. ISBN 87-90655-25-7.
- Hansen, H.V., Hjerting J.P. 2003. The origin of the cultivated Dahlia. En: Nationa Dahlia Society Annual 2003, pp. 5-15. Inglaterra.
- Saar D.E., Sørensen P.D., Hjerting J.P. 2003. Dahlia campanulata and D. cuspidata (Asteraceae, Coreopsideae): Two new species from Mexico. Acta Botanica Mexicana Vol. 64, pp. 19-24
- Hansen, H.V., Hjerting J.P. 2002. Oprindelsen af de dyrkede dahlia (georginer). Dahlia-Nyt 2000: 2, 3 og 4, pp. 10
- Saar D.E., Sørensen P.D., Hjerting J.P. 2002. Dahlia spectabilis (Asteraceae, Coreopsideae), a new species from San Luis Potosi, Mexico. Brittonia 54(2): 116-119
- Hansen H.V., Hjerting J.P. 2000.The early history of the domestication of Dahlia (Asteraceae, Heliantheae) with emphasis on the period 1791-1836. 66 pp. København
- Hansen H.V., Hjerting J.P. 1996. Observations on chromosome numbers and biosystematics in Dahlia (Asteraceae, Heliantheae) with an account on the identity of D. pinnata, D. Rosea, & D. coccinea. Nordic Journal of Botany 16 (4): 445-456
- Hansen H.V., Hjerting J.P., Lam J. 1994. On the biosystematics, origin of cultivars, and polyacetylenes within Dahlia. En: Compositae, systematics biology utilization - International Compositae Conference, Royal Botanic Gardens, Kew s. 88. Hind, D.J.N. (ed.) Londres
- Hawkes, J.G.; Hjerting, J.P. 1989. "Las Papas de Bolivia" ("The Potatos of Bolivia: Their Breeding Value and Evolutionary Relationships.") Oxford, Oxford University Press
- Böcher, T.W., Hjerting, J.P., Rahn., K. 1963. Botanical studies in the Atuel Valley area, Mendoza Province, Argentina. Part l. Dansk Botanisk Arkiv 22, 1: 1-115
- Hawkes, J.G.; Hjerting, J.P. 1969. The Potatoes of Argentina, Brazil, Paraguay and Uruguay: a Biosystematic Study. Oxford, Oxford University Press

- La abreviatura «Hjert.» se emplea para indicar a Jens Peter Knudsen Hjerting como autoridad en la descripción y clasificación científica de los vegetales.[1]

Tiene cerca de 40 registros IPNI de sus identificaciones y nombramientos de nuevas especies.